# Liste der Richter am Reichsoberhandelsgericht
Am Reichsoberhandelsgericht haben von 1870 bis 1879 insgesamt 32 Richter gewirkt. Die Oberhandelsgerichtsräte sind nach ihrem Eintrittsdatum chronologisch angeordnet. Die Richter mussten entweder die Befähigung zum Richteramt in ihrem Bundesstaat haben oder Professoren der Rechtswissenschaft sein (§ 6 BOHG-G). Der Gerichtspräsident von Pape stand dem I.  Senat vor, während die Vizepräsidenten Drechsler und Hocheder dem II. bzw. dem III. Senat vorsaßen. Die drei Senate waren jeweils mit sieben Richtern besetzt.
Ende 1878 wurden die Mitglieder des Gerichts von Berlin gefragt, ob sie in das Reichsgericht übertreten wollen.
Präsident
| Nr. | Name                                 | Amtsantritt  | Ende der Amtszeit  | Übertritt zum RG                      |
| --- | ------------------------------------ | ------------ | ------------------ | ------------------------------------- |
| 1   | Heinrich Eduard von Pape (1816–1888) | 1. Juli 1870 | 30. September 1879 | Nein, Präsident der 1. BGB-Kommission |

Vizepräsidenten
| Nr. | Name                         | Amtsantritt  | Ende der Amtszeit  | Übertritt zum RG |
| --- | ---------------------------- | ------------ | ------------------ | ---------------- |
| 1   | August Drechsler (1821–1897) | 1. Juli 1870 | 30. September 1879 | Ja               |
| 2   | Karl Hocheder (1825–1913)    | 1. März 1873 | 30. September 1879 | Ja               |

Reichsoberhandelsgerichtsräte
| Nr. | Name                                             | Amtsantritt       | Ende der Amtszeit  | Übertritt zum RG |
| --- | ------------------------------------------------ | ----------------- | ------------------ | ---------------- |
| 1   | Bernhard Friedrich Gustav Ponath (1812–1881)     | 1. Juli 1870      | 30. September 1879 | Nein, Ruhestand  |
| 2   | Wilhelm Albert Kosmann (1825–1875)               | 1. Juli 1870      | 1. Juli 1874       |                  |
| 3   | Wilhelm Schmitz (1811–1875)                      | 1. Juli 1870      | 17. November 1875  |                  |
| 4   | Friedrich Gallenkamp (1818–1890)                 | 1. Juli 1870      | 30. September 1879 | Ja               |
| 5   | Friedrich Moritz Hoffmann (1818–1882)            | 1. Juli 1870      | 30. September 1879 | Ja               |
| 6   | Gustav Ludwig August Fleischauer (1819–1891)     | 1. Juli 1870      | 30. September 1879 | Ja               |
| 7   | Adolph Schliemann (1817–1872)                    | 1. Juli 1870      | 19. Januar 1872    |                  |
| 8   | Jeremias Theodor Boisselier (1826–1912)          | 1. Juli 1870      | 30. September 1879 | Ja               |
| 9   | Levin Goldschmidt (1829–1897)                    | 1. Juli 1870      | 1. September 1875  |                  |
| 10  | Johann Friedrich Voigt (1806–1886)               | 1. Juli 1870      | 30. September 1879 | Nein, Ruhestand  |
| 11  | Karl Julius August von Vangerow (1809–1898)      | 1. Juli 1870      | 30. September 1879 | Ja               |
| 12  | Karl Friedrich Werner (1820–1877)                | 1. Juli 1870      | 31. August 1877    |                  |
| 13  | Marquard Adolph Barth (1809–1885)                | 1. August 1871    | 30. September 1879 | Nein, Ruhestand  |
| 14  | Johann Wernz (1819–1895)                         | 1. August 1871    | 30. September 1879 | Ja               |
| 15  | Ernst Sigismund Puchelt (1820–1885)              | 1. August 1871    | 30. September 1879 | Ja               |
| 16  | Robert Römer (1823–1879)                         | 1. August 1871    | 30. September 1879 | Nein             |
| 17  | Friedrich von Hahn (1823–1897)                   | 1. Mai 1872       | 30. September 1879 | Ja               |
| 18  | Wilhelm Mohrmann (1815–1891)                     | 1. Januar 1873    | 30. September 1879 | Nein, Ruhestand  |
| 19  | Wilhelm Langerhans (1816–1902)                   | 1. März 1874      | 30. September 1879 | Ja               |
| 20  | Heinrich Wiener (1834–1897)                      | 1. April 1874     | 30. September 1879 | Ja               |
| 21  | Hermann Gustav Ludwig Theodor Krüger (1825–1903) | 1. Juli 1874      | 30. September 1879 | Ja               |
| 22  | Lothar Schilling (1834–1879)                     | 1. April 1875     | 27. Mai 1879       |                  |
| 23  | Wilhelm Buff (1825–1900)                         | 1. April 1875     | 30. September 1879 | Ja               |
| 24  | Victor von Meibom (1821–1892)                    | 1. September 1875 | 30. September 1879 | Ja               |
| 25  | Karl Heinrich Dreyer (1830–1900)                 | 1. März 1876      | 30. September 1879 | Ja               |
| 26  | Baum Hambrook (1818–1897)                        | 1. September 1877 | 30. September 1879 | Ja               |
| 27  | Hermann Wittmaack (1833–1928)                    | 2. September 1877 | 30. September 1879 | Ja               |
| 28  | Wilhelm Maßmann (1837–1916)                      | 3. September 1877 | 30. September 1879 | Ja               |
| 29  | August Hullmann (1826–1887)                      | 1. Januar 1878    | 30. September 1879 | Ja               |